# 조르당 표준형

조르당 표준형의 모양. 들은 고윳값이고, 회색 정사각형들은 조르당 블록이라고 한다.

선형대수학에서 조르당 표준형(Jordan標準型, 영어: Jordan normal form)은 주어진 행렬과 닮고, 대각 행렬에 가장 가까운 행렬이다. 임의의 행렬의 조르당 표준형은 그 특성 다항식이 완전히 인수 분해되는 체 위에서만 존재한다. 특히 대수적으로 닫힌 체 위의 임의의 행렬(특히, 복소수 행렬)은 조르당 표준형을 가지며, 이는 조르당 블록들을 대각선 위에 배열하는 순서를 무시하면 유일하다. 조르당 블록의 배열 순서는 정해진 규칙이 없지만, 보기 좋게 하기 위해 일반적으로 같은 고윳값에 대해서는 주기가 높은 순에서 낮은 순이 사용된다. 
프랑스의 수학자 카미유 조르당의 이름을 땄다.

## 정의
대수적으로 닫힌 체 {\displaystyle K} (특히 복소수체 {\displaystyle \mathbb {C} }) 위의 임의의 정사각 행렬 {\displaystyle M\in \operatorname {Mat} (n;K)}은 어떤 가역 행렬 {\displaystyle G\in \operatorname {GL} (n;K)}을 통해 다음과 같은 꼴의 행렬과 닮음이며, 이는 대각선 위의 {\displaystyle J_{i}}들의 순서를 무시하면 유일하다. 이를 {\displaystyle M}의 조르당 표준형이라고 한다.
{\displaystyle G^{-1}MG={\begin{pmatrix}J_{1}\\&\ddots \\&&J_{k}\end{pmatrix}}}
여기서 {\displaystyle J_{i}} ({\displaystyle i=1,\dots ,k})는 다음과 같은 꼴의 정사각 행렬이며, 이를 조르당 블록(영어: Jordan block)이라고 한다.
{\displaystyle J_{i}={\begin{pmatrix}\lambda _{i}&1\\&\lambda _{i}&\ddots \\&&\ddots &1\\&&&\lambda _{i}\end{pmatrix}}\in \operatorname {Mat} (n_{i};K)}
조르당 블록의 대각 성분 {\displaystyle \lambda _{i}}들은 {\displaystyle M}의 고윳값들이다. 서로 다른 조르당 블록의 대각 성분은 서로 같을 수 있다. 각 고윳값에 대응하는 조르당 블록의 수는 그 고윳값의 기하적 중복도와 같다. 특히 {\displaystyle k}는 모든 고윳값의 기하적 중복도의 합이다. 조르당 표준형의 대각선 위에 주어진 고윳값이 등장하는 횟수는 그 고윳값의 대수적 중복도이다. (물론 그 합은 {\displaystyle n}이다.) 만약 {\displaystyle k=n}인 경우 (즉, 모든 조르당 블록의 크기가 1×1인 경우), 조르당 표준형은 대각 행렬이 된다. 반대로 만약 {\displaystyle k<n}이라면 (즉, 주대각선 위에 1이 있는 조르당 블록이 존재한다면), 기하적 중복도가 대수적 중복도보다 작은 고윳값이 적어도 하나 존재하게 되므로 {\displaystyle M}은 대각화 가능 행렬이 아니다.
사실 조르당 표준형은 {\displaystyle M}으로 유도된 {\displaystyle K[x]}-가군 {\displaystyle K^{n}} ({\displaystyle x\cdot v=Mv})의 으뜸 분해
{\displaystyle K^{n}\cong \prod _{i=1}^{k}K[x]/((x-\lambda _{i})^{n_{i}})}
에서, {\displaystyle M}에 대응하는 {\displaystyle K}-선형 변환 {\displaystyle v\mapsto x\cdot v}의 적절한 기저에 대한 행렬과 같다. 이 기저는 으뜸 분해의 각 성분 {\displaystyle K[x]/((x-\lambda _{i})^{n_{i}})}에서 다음과 같은 기저를 취하여 얻는다.
{\displaystyle \{(x-\lambda _{i})^{n_{i}-1},(x-\lambda _{i})^{n_{i}-2},\dots ,1\}}

### 실수 조르당 표준형
모든 성분이 실수인 행렬은 복소수 행렬로서 유일한 조르당 표준형을 가지며, 이는 특성 다항식이 허근을 갖는다면 실수 행렬이 아니다. 복소수체의 기약 다항식이 1차 다항식들인 반면, 실수체의 기약 다항식들은 1차 다항식과
{\displaystyle (x-a)^{2}+b^{2}}
{\displaystyle a,b\in \mathbb {R} }
{\displaystyle b\neq 0}
꼴의 2차 다항식으로 구성된다. 이 경우 으뜸 분해의 2차 다항식의 거듭제곱에 대한 성분에 대하여 다른 적절한 기저를 취해서 표준형이 실수 행렬이 되도록 만들 수 있다.
구체적으로, 임의의 실수 정사각 행렬 {\displaystyle M\in \operatorname {Mat} (n;\mathbb {R} )}에 대하여, 가역 행렬 {\displaystyle G\in \operatorname {GL} (n;\mathbb {R} )}을 통해 다음과 같은 꼴의 행렬과 닮음이며, 이는 주대각선 위 {\displaystyle J_{i}}의 순서를 무시하면 유일하다. 이를 {\displaystyle M}의 실수 조르당 표준형(實數Jordan標準型, 영어: real Jordan normal form)이라고 한다.
{\displaystyle G^{-1}MG={\begin{pmatrix}J_{1}\\&\ddots \\&&J_{k}\end{pmatrix}}}
여기서 {\displaystyle J_{i}} ({\displaystyle i=1,\dots ,k})는 다음 두 가지 중 하나의 형태이다.
- {\displaystyle J_{i}={\begin{pmatrix}\lambda _{i}&1\\&\lambda _{i}&\ddots \\&&\ddots &1\\&&&\lambda _{i}\end{pmatrix}}\in \operatorname {Mat} (n_{i};K)}
- {\displaystyle J_{i}={\begin{pmatrix}a_{i}&-b_{i}&1&0\\b_{i}&a_{i}&0&1\\&&a_{i}&-b_{i}&\ddots \\&&b_{i}&a_{i}&\ddots &1&0\\&&&&\ddots &0&1\\&&&&&a_{i}&-b_{i}\\&&&&&b_{i}&a_{i}\end{pmatrix}}\in \operatorname {Mat} (2n_{i};K)}

이 경우, {\displaystyle M}으로 유도된 {\displaystyle \mathbb {R} [x]}-가군 {\displaystyle \mathbb {R} ^{n}} ({\displaystyle x\cdot v=Mv})의 으뜸 분해
{\displaystyle \mathbb {R} ^{n}\cong \prod _{i=1}^{k}\mathbb {R} [x]/(p_{i}^{n_{i}}(x))}
위의 {\displaystyle M}에 대응하는 {\displaystyle \mathbb {R} }-선형 변환 {\displaystyle v\mapsto x\cdot v}의 행렬이 실수 조르당 표준형이 되는 기저를 얻으려면, 으뜸 분해의 각 성분 {\displaystyle \mathbb {R} [x]/(p_{i}^{n_{i}}(x))} 속에서 다음과 같은 기저를 취한다.
- 만약 {\displaystyle p_{i}(x)=x-\lambda _{i}}라면,
{\displaystyle \{(x-\lambda _{i})^{n_{i}-1},(x-\lambda _{i})^{n_{i}-2},\dots ,1\}}
- 만약 {\displaystyle p_{i}(x)=(x-a_{i})^{2}+b_{i}^{2}}라면,
{\displaystyle \{v_{i,2n_{i}}(x),v_{i,2n_{i}-1}(x),\dots ,v_{i,1}(x)\}}

{\displaystyle v_{i,2n_{i}-2r+2}(x)=p_{i}(x)^{n_{i}-r}\left(\Re ((x-a_{i})+b_{i}{\sqrt {-1}})^{r}+\Im ((x-a_{i})+b_{i}{\sqrt {-1}})^{r}\right)}
{\displaystyle v_{i,2n_{i}-2r+1}(x)=p_{i}(x)^{n_{i}-r}\left(\Re ((x-a_{i})+b_{i}{\sqrt {-1}})^{r}-\Im ((x-a_{i})+b_{i}{\sqrt {-1}})^{r}\right)}
{\displaystyle r=1,2,\dots ,n_{i}}

## 계산법
어떤 n차 복소 정사각행렬 A의 조르당 표준형은 다음 네 가지 요소를 계산하면 P를 직접적으로 계산하지 않고 곧바로 구성할 수 있다.
1. A의 고윳값(중복을 고려하여 {\displaystyle \lambda _{1},...,\lambda _{n}})
2. 고윳값의 중복도
3. 고윳값에 대응하는 고유벡터
4. 각 고유벡터 {\displaystyle \mathbf {x} _{i}} 와 그에 대응하는 고윳값 {\displaystyle \lambda _{j}} 에 대하여 고유벡터의 {\displaystyle (A-\lambda _{j}I)} 에 대한 주기(period)

## 예
예를 들어, 5차 정사각행렬 A의 고윳값이 중복을 고려하여 1, 2, 2, 2, 2이고, 고윳값 1에 대응하는 고유벡터는 하나, 고윳값 2에 대응하는 고유벡터는 2개가 있으며, 고윳값 1에 대응하는 고유벡터의 (A - I)에 대한 주기는 1, 고윳값 2에 대응하는 첫 번째 고유벡터의 (A - 2I)에 대한 주기는 3, 두 번째 고유벡터의 (A - 2I)에 대한 주기는 1이라 하자. 그러면 고유벡터가 세 개이므로 조르당 블록은 세 개가 된다. 또, 같은 고윳값의 고유벡터들에 대해 주기가 큰 것부터 작은 것으로 배열한다. 그러면 실제로 각 고유벡터에 대한 조르당 블록은 다음과 같다.
{\displaystyle J_{1}={\begin{pmatrix}1\end{pmatrix}}}
{\displaystyle J_{2}={\begin{pmatrix}2&1&0\\0&2&1\\0&0&2\end{pmatrix}}}
{\displaystyle J_{3}={\begin{pmatrix}2\end{pmatrix}}}
이제 이를 이용해 A의 조르당 표준형을 구하면 다음과 같다.
{\displaystyle J_{A}={\begin{pmatrix}1&0&0&0&0\\0&2&1&0&0\\0&0&2&1&0\\0&0&0&2&0\\0&0&0&0&2\end{pmatrix}}}

## 역사
프랑스의 수학자 카미유 조르당이 1870년에 정의하였다.

## 응용
조르당 표준형은 다른 정리를 증명하는 데 많이 쓰인다.
- 조르당 표준형을 만든 후 즉시 대입을 통해 다음 스펙트럼 사영 정리를 증명할 수 있다.

n차 정사각행렬 A의 고윳값을 중복을 고려하여 {\displaystyle \lambda _{1},...,\lambda _{n}} 라 할 때, 임의의 다항식 p(x)에 대하여 p(A)의 고윳값은 {\displaystyle p(\lambda _{1}),...,p(\lambda _{n})} 이 된다.
- 조르당 표준형에서 즉시 대입을 통해 케일리-해밀턴 정리를 일반적인 경우에 증명할 수 있다.

또한, 조르당 표준형에 있는 행렬의 경우 여러 성질들을 쉽게 계산할 수 있다.
- 조르당 표준형을 구하는 과정에서 얻은 값으로 행렬의 최소 다항식을 구할 수 있다.
  - 거꾸로, 행렬의 극소다항식을 알면 조르당 표준형을 쉽게 구할 수 있는 경우가 많다.
- 조르당 표준형을 이용하여 어떤 행렬 A의 행렬 지수 표현 {\displaystyle e^{A}}를 쉽게 계산할 수 있다.

## 같이 보기
- 대각화
- 스펙트럼 사영 정리
- 케일리-해밀턴 정리
- 최소 다항식
- 표준형
- 유리 표준형
- 스미스 표준형
- 에르미트 표준형